# Capernaum
Capernaum (em árabe: کفرناحوم), também chamado de Capharnaüm, é um filme de drama árabe libanês escrito e dirigido por Nadine Labaki. O filme concorreu ao prêmio Palma de Ouro no Festival de Cannes 2018. Na mesma premiação, recebeu uma ovação durante 15 minutos durante a estreia, em 17 de maio de 2018.
Foi seleccionado para competir pela prestigiada Palma de Ouro no Festival Internacional de Cinema de Cannes de 2018, onde ganhou o Prémio do Júri.
A distribuidora Sony Pictures Classics, que já havia estreado o filme Where Do We Go Now? de Labaki, comprou os direitos norte-americanos e latino-americanos de exibição do filme, enquanto a Wild Bunch portava os direitos internacionais de exibição.

## Produção
Acerca do conceito do filme, Nadine Labaki, diretora e roteirista da obra, afirmou: "No final do dia, essas crianças estão totalmente pagando um preço muito alto por nossos conflitos, nossas guerras e nossos sistemas, e nossas decisões estúpidas e governos. Senti a necessidade de falar sobre problema, e estava pensando: "se essas crianças pudessem conversar ou se expressar, o que diriam?". O que ele nos diriam a essa sociedade que os ignora?" O produtor Khaled Mouzanar fez uma hipoteca de sua casa para levantar um orçamento para o filme.
Zain Al Rafeea, um refugiado sírio que vive no Líbano há oito anos, tinha 12 anos durante a produção. O personagem de Al Rafeea, Zain, é feito para ele. Muitos dos outros atores eram novatos, o que Labaki descreveu como necessário, porque ela buscava "uma verdadeira luta naquele grande ecrã". Embora Labaki seja atriz, ela se deu apenas uma simbólica participação, preferindo atores novatos a partir de suas experiências. As filmagens duraram seis meses em um corte de 12 horas; as edições, portanto, estavam sujeitas a durar dois anos.

## Recepção crítica
Cafarnaúm tem uma percentagem de aprovação de 76% baseado em 32 críticas no website Rotten Tomatoes. Depois da sua estreia na França, Cafarnaúm foi aclamado pela crítica e conta com uma pontuação de 4.5 sobre 5 em Allocine.
No Metacritic, o filme conta com uma pontuação de 68 pontos, baseada em 12 críticas que indicam avaliações geralmente favoráveis. No agregador de avaliações Rotten Tomatoes, o filme tem aprovação de 74% com base em 31 críticas, e uma avaliação média de 7,3/10. Segundo o consenso do site, "Carpernaum bate forte, mas recompensa os espectadores com uma imagem inteligente, compassiva e, em ultima análise, emocionante."
Robbie Collin, do The Daily Telegraph, escreveu: "[Capernaum] é um blockbuster que retrata o realismo social imbuído por compaixão furiosa, extrema tristeza, beleza, inteligência e esperança." Emily Yoshida, da revista New York Magazine, escreveu: "O filme tem uma direção profundamente segura que, apesar de tocar em poucos elementos emocionais, não vai deixar sua memória com facilidade." Leslie Feplerin, do The Hollywood Reporter afirmou: "Embora a narrativa seja estruturada por meio de um conceito instigante e altamente inacreditável – Zain está tentando processar seus pais por lhe darem vida em primeiro lugar – Labaki atrai proezas tão extraordinárias do elenco quase, ou se não, inteiramente não-profissional, fazendo esboços da credibilidade restante num ambiente miserável e inóspito, que as falhas são, na sua maioria, perdoáveis."

## Elenco
Segue o elenco do filme:[carece de fontes?]
- Zain Al Rafeea é Zain
- Yordanos Shiferaw é Rahil
- Boluwatife Treasure Bankole é Yonas
- Kawthar Al Haddad é Souad
- Fadi Kamel Youssef é Selim
- Nour el Husseini é Assadd
- Cedra Izzam é Sahar

### Prémios
O filme foi seleccionado para representar o Líbano nos Prémios da Academia na categoria de melhor filme de idioma não inglês em 2018.
| Prémio                                        | Data de cerimónia                      | Categoria                 | Receptor(a)                                                                        | Resultado  | Ref           |
| --------------------------------------------- | -------------------------------------- | ------------------------- | ---------------------------------------------------------------------------------- | ---------- | ------------- |
| Prémios Asian Pacific Scren                   | 29 de novembro de 2018                 | Melhor director           | Nadine Labaki                                                                      | Vencedora  | [ 25 ] [ 26 ] |
| Prémios Asian Pacific Scren                   | 29 de novembro de 2018                 | Melhor actor              | Zain Ao Rafeea                                                                     | Nomeada    | [ 25 ] [ 26 ] |
| British Independent Film Awards               | 2 de dezembro de 2018                  | Melhor filme independente | Nadine Labaki, Jihad Hojeily, Michelle Keserwani, Khaled Mouzanar e Michel Merkt   | Nomeados   | [ 27 ]        |
| Festival de Cinema de Calgary                 | 19 ao 30 de setembro de 2018           | Favorita da audiência     | Nadine Labaki                                                                      | Vencedora  | [ 28 ]        |
| Festival de Cinema de Calgary                 | 19 ao 30 de setembro de 2018           | Favorita da audiência     | Nadine Labaki                                                                      | Vencedora  | [ 28 ]        |
| Festival de Cinema de Cannes                  | 8 ao 19 de maio de 2018                | Prémio do júri            | Nadine Labaki                                                                      | Vencedora  | [ 10 ]        |
| Festival de Cinema de Cannes                  | 8 ao 19 de maio de 2018                | Prémio do júri ecuménico  | Nadine Labaki                                                                      | Vencedora  | [ 10 ]        |
| Chicago Film Critics Association              | 8 de dezembro de 2018                  | Melhor filme estrangeiro  |                                                                                    | Nomeado    | [ 29 ]        |
| Critics' Choice Movie Awards                  | 13 de janeiro de 2019                  | Melhor filme estrangeiro  |                                                                                    | Pendente   | [ 30 ]        |
| FICFA                                         | 15 ao 23 de novembro de 2018           | Melhor filme estrangeiro  | Nadine Labaki                                                                      | Vencedora  | [ 31 ]        |
| FICFA                                         | 15 ao 23 de novembro de 2018           | Prémio da audiência       | Nadine Labaki                                                                      | Vencedora  | [ 31 ]        |
| Festival de Cinema de Gent                    | 8 ao 18 de outubro de 2018             | Prémio da audiência       | Nadine Labaki                                                                      | Vencedora  | [ 32 ]        |
| Prémios Globos de Cristal                     | 4 de fevereiro de 2019                 | Melhor filme estrangeiro  | Nadine Labaki                                                                      | Pendente   | [ 33 ]        |
| Golden Globes                                 | 6 de janeiro de 2019                   | Melhor filme estrangeiro  |                                                                                    | Pendente   | [ 34 ]        |
| Festival de Cinema de Antalya                 | 29 de setembro ao 5 de outubro de 2018 | Melhor actor              | Zain Al Rafeea                                                                     | Vencedora  | [ 35 ] [ 36 ] |
| Festival de Cinema de Antalya                 | 29 de setembro ao 5 de outubro de 2018 | Prémio do júri            | Nadine Labaki                                                                      | Vencedora  | [ 35 ] [ 36 ] |
| Festival de Cinema de Leeds                   | 1 ao 15 de novembro de 2018            | Prémio da audiência       | Nadine Labaki                                                                      | Vencedora  | [ 37 ]        |
| Festival de Cinema de Melbourne               | 2 ao 19 de agosto de 2018              | Prémio da audiência       | Nadine Labaki                                                                      | Vencedora  | [ 38 ]        |
| Festival de Cinema de Miami                   | 11 ao 14 de outubro de 2018            | Prémio da audiência       | Nadine Labaki                                                                      | Vencedora  | [ 39 ]        |
| Festival de Cinema de Mill Valley             | 3 ao 13 de outubro de 2018             | Prémio da audiência       | Nadine Labaki                                                                      | Vencedora  | [ 40 ]        |
| Festival de Cinema da Noruega                 | Agosto de 2018                         | Prémio da audiência       | Nadine Labaki                                                                      | Vencedora  | [ 41 ]        |
| Festival de Cinema de San Diego               | 10 de dezembro de 2018                 | Melhor filme estrangeiro  |                                                                                    | Vencedor   | [ 42 ]        |
| Festival de Cinema de San Sebastián           | 21 ao 29 de setembro de 2018           | Prémio da audiência       | Nadine Labaki                                                                      | Vencedora  | [ 43 ]        |
| Festival de Cinema de Sao Paulo               | 18 ao 31 de outubro de 2018            | Prémio da audiência       | Nadine Labaki                                                                      | Vencedora  | [ 44 ]        |
| Festival de Cinema de Sarajevo                | 10 ao 17 de agosto de 2018             | Prémio da audiência       | Nadine Labaki                                                                      | Vencedora  | [ 45 ]        |
| Festival de Cinema de San Luis                | 1 ao 11 de novembro de 2018            | Melhor filme estrangeiro  | Nadine Labaki                                                                      | Vencedora  | [ 46 ]        |
| Festival de Cinema de Estocolmo               | 7 ao 18 de novembro de 2018            | Melhor guião              | Nadine Labaki, Jihad Hojeily, Michelle Keserwany, Georges Kabbaz e Khaled Mouzanar | Vencedores | [ 47 ]        |
| Festival de Cinema de Estocolmo               | 7 ao 18 de novembro de 2018            | Prémio da audiência       | Nadine Labaki                                                                      | Vencedora  | [ 48 ]        |
| Washington D.C. Area Film Critics Association | 3 de dezembro de 2018                  | Melhor filme estrangeiro  |                                                                                    | Nomeado    | [ 49 ]        |